# Роберт Киршнер
Роберт Киршнер (енгл. Robert Kirshner; Лонг Бранч, 15. август 1949) је амерички астроном, који је 2015. године, добио Волфову награду за физику „за прављење стазе ка космологији супернове кроз своја опажања и увиде”.